# Cascata di S'Iscala 'e S'Atentu
La cascata di S'Iscala 'e S'Atentu, nota anche come S'Iscala 'e Cherbos o Istrampu de Iscala de S'Atentu, è una cascata a mare situata nel comune di Cuglieri, in provincia di Oristano.

## Descrizione
La cascata, attiva durante la stagione delle piogge, è suddivisa in due salti: il primo di circa 6 metri che si tuffa in un piccolo laghetto, e il secondo di almeno 30 metri che parte dal laghetto e si tuffa in mare.